# Эвре-Дивидал

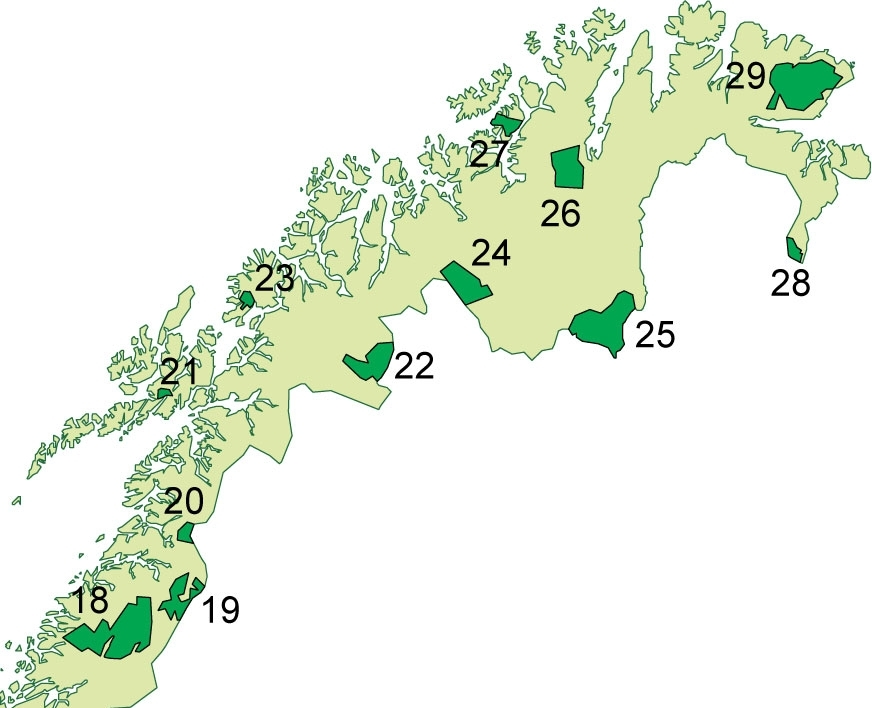
Национальный парк Эвре Дивидал на данной карте северной Норвегии отмечен числом 22

Национальный парк Эвре Дивидал (норв. Øvre Dividal nasjonalpark) расположен в Северной Норвегии, на территории коммуны Молсэльв, входящей в состав фюльке Тромс. Парк был создан 9 июля 1971 году, и до 1 декабря 2006 года занимал площадь в 742,8 км² (74280 га). В 2006 году территорию парка было решено расширить на 30 км², часть которых было выделено под заповедник Дивидален, таким образом на данный момент площадь парка составляет 770 км².
Основной причиной основания в этих местах национального парка является необходимость сохранить и минимизировать влияние техногенных факторов на уникальные горные ландшафты и экосистемы центральных областей северной Норвегии.

## Название
Данный топоним этимологически происходит от норвежского и саамского языков. «Øvre» в норвежском языке означает верхний. Первая часть «Dividal» происходит от саамского слова «dievvá», которое означает круглая сухая гора, вторая часть — «dal» в норвежском языке означает «долина».

## Рельеф и климат
Для парка характерны в основном горные ландшафты с типичными для данной части северной Норвегии формами рельефа: обширные плато с широкими долинами, округлые горные хребты с пологими склонами и большое количество довольно крупных и малых озер. Преобладают сосновые и березовые леса. В долинах парка встречаются многочисленные россыпи валунов ледникового происхождения, перенесённых сюда из Швеции во время последнего ледникового периода.
Территория парка находится в альпийском поясе арктической климатической зоны, с холодной зимой и относительно теплым летом. Максимальная зарегистрированная температура на территории парка составляет 30,8 °C.